# Léon Rey
Léon Rey (teljes nevén Hippolyte Honoré Léon Rey) (Faremoutiers, 1887. augusztus 27. – Párizs, 1954. november 3.) francia régész, ókortudós, az illíriai Apollóina romvárosának egyik legjelentősebb kutatója.

## Életútja
Régi longueil-i család sarja volt. Az egyetemi rendszeren kívül álló, könyvtárosokat, paleográfusokat és régészeket képző párizsi École nationale des chartes hallgatója volt. Harcolt az első világháborúban, majd az 1916-ban felállított Francia Keleti Hadsereg (Armée française de l’Orient) mellett szolgálatot teljesítő régészcsoporthoz rendelték, és 1919-ig vett részt az ókori Makedónia területén, a modern Szaloniki környékén végzett ásatásokon. 1920-ban Justin Godart politikus pártfogásával és támogatásával Albániában járt tanulmányúton, majd 1924-től 1938-ig az Adriai-tenger partvidékén fekvő ókori Apollónia feltárásán dolgozott. A második világháború éveiben tevékenységét kényszerűen szüneteltette. A világháborút követően megkísérelt visszatérni Albániába, hogy apollóniai ásatásait folytassa. Az ország kommunista hatóságai azonban megtagadták beutazási kérelmét, a fáma szerint Rey fényképét megpillantva ugyanis azt gondolták, hogy valójában Charles de Gaulle tábornok inkognitóban. Élete hátra lévő éveiben levéltári történeti kutatásokat végzett. Párizsban hunyt el, sírja a Père-Lachaise temetőben található.
Géraldine nevű leányának keresztanyjául a magyar származású albán királynét, Geraldine-t kérte fel.

## Munkássága
Az általa vezetett, 1924 és 1938 között Apollóniában ásató francia régészeti misszió tárta fel a romváros temenoszdombját az Albánia területéről ismert legkorábbi, i. e. 6. századi pogány szentéllyel, az agora nagy sztoájának, római kori buleutérionjának, könyvtárának és odeonjának romjait. Rey ásatásokat végzett Apollónia nekropoliszaiban is, ahol a város hagyományosan ismert i. e. 588-as alapítását megelőző korokból talált korinthoszi agyagedényeket. Tudományos eredményeit az általa szerkesztett, 1925 és 1939 között Rómában és Milánóban rendszertelenül kiadott Albania című, Revue d’archéologie, d’histoire, d’art et des sciences appliqués en Albanie et dans les Balkans (’Albániai és balkáni régészeti, történelmi, művészeti és alkalmazott tudományi szemle ’) alcímű folyóiratban adta közre. A kezdetektől tervei között szerepelt egy régészeti kiállítóhely berendezése a közeli Fier városában, de törekvéseit nem koronázta siker. Szervezőmunkája eredményeként végül 1936. október 8-án nyithatta meg kapuit a vlorai régészeti múzeum, ahol jórészt az általa felszínre hozott apollóniai leleteket (szobrokat, kultikus és munkaeszközöket) állították ki. Az épület és gyűjteménye Albánia olasz megszállása idején, 1939. április 8-án bombatalálatot kapott, majd a megmaradt értékeket Olaszországba hurcolták. Rey leleteinek egy része a tiranai Nemzeti Történeti Múzeum gyűjteményében látható.
Albániai tartózkodása során, 1930-ban egy francia nyelvű útikönyvet is kiadott az országról.

### Főbb művei
- Observations sur les premiers habitats de la Macédoine: Recueillies par le Service archéologique de l’armée d’Orient, 1916–1919 (région de Salonique). Paris: Boccard. 1921.
- Guide de l’Albanie: Avec une carte des voies d’accès, une carte routière et les plans de Scutari, Tirana et Kortcha. Paris: Michelin. 1930.
- Le Petit Trianon et le hameau de Marie-Antoinette. Paris: Vorms. 1936.